# Und der Zukunft zugewandt
Und der Zukunft zugewandt ist ein deutscher Spielfilm aus dem Jahr 2019.  Regisseur und Drehbuchautor Bernd Böhlich versetzt den Zuschauer in die frühe DDR, die den Aufbruch in eine neue Zukunft wagen und zugleich Teile der Vergangenheit verdrängen will. Im Mittelpunkt stehen drei deutsche Frauen, die nach mehr als zehnjähriger Haft in sowjetischen Gulags freikommen, über das Erlittene jedoch schweigen müssen. Den Anstoß, sich mit diesem in der DDR tabuisierten Thema zu beschäftigen, erhielt Böhlich durch die Begegnung mit der Schauspielerin Swetlana Schönfeld im Jahr 1988. Dem Schicksal ihrer Mutter ist die Filmgeschichte der Protagonistin Antonia Berger nachempfunden, speist sich aber laut Vorspann auch aus Berichten und Gesprächen mit weiteren Zeitzeugen. In dem Film wirkt Schönfeld in der Rolle von Antonias Mutter selbst mit. Der Titel ist ein Zitat aus Johannes R. Bechers Nationalhymne der DDR.

## Handlung
Fürstenberg, DDR, 1952: Drei Frauen kehren aus sowjetischer Gefangenschaft in ihre deutsche Heimat zurück. Alle drei waren in den 1930er Jahren, als junge Kommunistinnen, in das Land der von ihnen erhofften politischen Zukunft aufgebrochen, dort aber im Zuge der Stalinschen Säuberungen zu langjährigen Haftstrafen abgeurteilt worden, die sie seither bei schwerster körperlicher Arbeit unter extremen äußeren Bedingungen in Gulags verbüßen mussten – ohne sich einer Schuld bewusst zu sein. Aus Sicht der DDR-Parteifunktionäre darf dies auf keinen Fall publik werden. Man verlangt daher von den Genossinnen, über ihre Vergangenheit Stillschweigen zu bewahren – und sollte danach gefragt werden, auf die unverbindliche Floskel auszuweichen, sie hätten „an verschiedenen Orten in der Sowjetunion gearbeitet“. Widerstrebend leisten sie die geforderte Unterschrift; nur die Älteste, Susanne Schumann, bekennt ihren Gesinnungswandel („Ich bin keine Genossin mehr“) und verlässt bald darauf die DDR; für die beiden anderen wiegen die Dankbarkeit für Arbeit und Wohnung, die Loyalität gegenüber der gemeinsamen „Sache“, der Glaube an eine bessere Zukunft im „besseren Deutschland“ schwerer.
Für Antonia Berger kommt noch ein gewichtiger Grund hinzu: die Rettung ihrer elfjährigen Tochter Lydia, die ihre schwere Lungenkrankheit im Gulag von Workuta nicht überlebt hätte. Dr. Zeidler, der Lydia in Fürstenberg behandelt, begleitet auch ihre Genesung mit besonderer Fürsorge. Später besucht er Mutter und Tochter in ihrer Wohnung, lädt Antonia zum Tanzen ein und beide zu einem Ausflug ins winterliche Erzgebirge. Sein heimlicher Konkurrent im Werben um Antonias Gunst ist der Agitprop-Funktionär Silberstein. Er versucht sich als Versorger und Beschützer unentbehrlich zu machen, ohne dabei von seinem Posten als wachsamer, geschickt taktierender Parteisoldat abzurücken. So bei ihrer Vorstellung als neue Leiterin des Kulturhauses, als ein Altkommunist (im Wissen, dass sie der Kolonne Links angehörte, aber nicht im Entferntesten, dass sie als Einzige überlebte) ihr eine Freude machen will, indem er eine „in der finsteren Zeit“ gehütete Platte auflegt mit der ersten Tonaufnahme der Agitprop-Gruppe: „Vorwärts ist die große Losung, Freiheit oder Tod“. Antonia läuft weinend hinaus, Silberstein folgt ihr, hört ihrer verzweifelten Schilderung des unbegreiflichen Geschehens nicht teilnahms-, aber auch nicht fassungslos zu und entgegnet auf ihre dringliche Bitte um eine andere Arbeit: „Die Revolution ist kein Wunschkonzert.“ Worauf sie wieder um „Fassung“ ringt, sich sogar entschuldigt.
Die größte Herausforderung für alle bringt schließlich der Tod Stalins am 5. März 1953. Antonia erfährt davon während einer Probe. Sie eilt nach Hause und wird doppelt überrascht: von den beiden sie erwartenden Frauen, ihren Leidensgenossinnen, und vom Sekt auf dem Tisch. Gleich darauf tritt Zeidler herein; er ist von dem, was er sieht, völlig konsterniert. Susanne kann nicht an sich halten und konfrontiert ihn, gegen Antonias Willen, mit der ganzen Wahrheit, die ihn in ihrer Wucht vollends erschlägt. Statt verbaler Erklärungsversuche drückt ihm Antonia ihr langjähriges Tagebuch in die Hand. Am Morgen sucht er Silberstein auf, um sich letzte Gewissheit zu verschaffen. Der wiegelt ab, aber in einer Weise, die Zeidlers Befürchtung bestätigt. Sein Entschluss steht nun fest: Er wird die DDR verlassen und in Hamburg die Praxis seines Vaters übernehmen. Antonia lehnt seine Bitte, ihn zu begleiten, ab. Niemals würde sie weggehen, versichert sie, „weil sonst alles sinnlos war“.
Während vor der Tür bereits die von Silberstein alarmierte Staatssicherheit wartet, verabschiedet sie sich von Zeidler mit der Bitte, Lydia zu ihrer Mutter ins erzgebirgische Grünberg zu bringen. Ihr Vernehmer, ein ehemaliger Häftling des KZ Buchenwald, herrscht sie an, es gebe nur (s)eine Wahrheit, wenn es um „Lager“ und „Unrechtsurteile“ geht: die von den Nazis verschuldete. Antonias Verlangen, auch ihre endlich anzuerkennen, kontert Silberstein, der als ihr „Befreier“ kommt, mit der geschmeidigen Formel: „Die Wahrheit ist das, was unsrer Sache nützt.“ Dessen eingedenk, versucht Antonia ihre Vergangenheit auszulöschen, indem sie ihr Tagebuch verbrennt. „Jetzt fangen wir ganz neu an“, verspricht sie ihrer Tochter und ihrer Mutter, sie fest in ihre Arme schließend.

## „Warum?“
Zwei Vorausblenden, die die Chronologie der Filmerzählung nach dem Prolog und vor dem Finale kurz unterbrechen, wirken der leisen Hoffnung, die dem Schlussbild innewohnt, entgegen. Sie weisen 36 Jahre voraus in die Zukunft, in die Nacht des Mauerfalls vom 9. zum 10. November 1989, und zeigen eine gealterte, offenbar zurückgezogen lebende Antonia, die sich der Einladung freudig erregter Nachbarn, mit nach draußen zu kommen, nicht anschließt und ein Telefonat mit Konrad Zeidler in Hamburg führt, beschränkt auf wenige Sätze, darunter ihr: „Du weißt, was das für mich bedeutet.“ In der Gesamtschau wird auch dem Zuschauer klar, was der Mauerfall für sie bedeutet: das faktische Ende der DDR und damit der Hoffnung, die sie bis dahin noch an deren Existenz knüpfte: die Utopie eines menschlichen Sozialismus auf deutschem Boden. Diese erweist sich nun endgültig als Illusion. Und es stellt sich die Frage nach dem Warum.
Warum? war auch der Arbeitstitel des Films. Leitmotivisch – und antithetisch zur „Zukunft“ – taucht das Warum, mitunter schon nach dem Fragewort endend, an mehreren neuralgischen Punkten auf. Primär in Antonias unbeantwortet bleibender Frage nach dem Warum jenes Verfolgungs- und Hinrichtungs-Exzess durch die eigenen Gesinnungsgenossen. Konrads Frage an sie selbst, warum sie trotz des erlittenen Unrechts an ihrer Gesinnung festhält, kann sie immerhin beantworten; die Frage ihrer Mutter, warum sie 15 Jahre nichts von sich hat hören lassen, darf sie nicht beantworten. Wie sehr sie das schmerzt, zeigt sich bei ihrer ersten Wiederbegegnung. Und dieser Schmerz erneuert sich, hält doch Antonia, wie aus dem Telefonat mit Konrad hervorgeht, an ihrem Schweigegelübde, das sie der Partei einst gab, fest. Wohingegen die Partei ihr Versprechen, „später“ über alles reden zu wollen, bricht.
Mit dem Verweis auf dieses historische Faktum will der Film auch zur Ursachenforschung für ein weiteres Warum beitragen – dem nämlich, warum die DDR scheiterte. Sicher seien später noch viele andere Gründe hinzugekommen, meint Regisseur Bernd Böhlich, und gewiss sei auch die Reaktion der Parteispitze, als durchsickerte, was den eigenen Genossen in der Sowjetunion widerfahren war, nachvollziehbar: Man befürchtete, mit einer Veröffentlichung sich selbst zu delegitimieren. Doch damit habe man das Problem nicht gelöst, nur vor sich hergeschoben. Und je mehr er sich damit beschäftigt habe, so Böhlich, umso mehr sei er zu der Überzeugung gelangt, dass in diesem „Geburtsfehler“, in dem Festhalten von Staat und Partei an ihrem Anspruch, allein zu entscheiden, was öffentlich diskutiert wird, das Scheitern schon vorgezeichnet war.

## Hell-Dunkel-Kontrast
Der Film wechselt mehrmals zwischen hell und dunkel. Ordnet man ihn chronologisch, wechselt er nur zweimal die Richtung: vom Dunklen ins Helle und wieder zurück ins Dunkle. Zu Beginn der Gulag als buchstäblich finstere Welt: selbst am Tag trüb und trostlos; Dauerregen, Plackerei, Tod und Krankheit; die Befehlshaber schreiend oder Antworten verweigernd; gefühlt in Schwarzweiß gedreht. Bei der Ankunft in Fürstenberg erstmals Sonnenlicht; Wärme, vor allem menschliche: Fragen werden gehört, Probleme gelöst; ein helles, sauberes Krankenhaus; ebenso die Straßen, Häuser und Wohnungen... Eine Fantasiestadt? Keineswegs. Die Wohnstadt des Eisenhüttenkombinats Ost (deren Bau 1950 begann, die 1953 Stalinstadt getauft und 1961 nach Fusion mit Fürstenberg in Eisenhüttenstadt umbenannt wurde) war ein Vorzeigeprojekt, eine Plan- und Musterstadt, die auch offiziell so bezeichnet und mit dem Attribut, die „erste sozialistische auf deutschem Boden“ zu sein, beworben wurde, nicht ohne Erfolg. Grund genug für Böhlich, Und der Zukunft zugewandt hier anzusiedeln. Die Kritik lobt ihn dafür mit Nachdruck. Was im deutschen Nachwendekino selten einmal gelungen sei, hätten Böhlich und sein Kameramann Thomas Plenert gemeistert: die (frühe) DDR so abzubilden, dass „die Gebäudefronten, die Innenräume, die Ausstattungsdetails noch etwas von den utopischen Ansprüchen der Zeit erkennen lassen“.
Die Gründung der DDR war nicht gleichbedeutend mit der Geburt eines „neuen Menschen“, darüber ist sich die Partei- und Staatsführung, laut Silberstein, im Klaren. Die „Verhältnisse“, so ein oft gebrauchtes Argument, „sind noch nicht so“. Hier aber, in der „Musterstadt“, entstehen nun Verhältnisse, aus denen nur musterhafte neue Menschen erwachsen dürfen, so die Maßgabe. Entsprechend wacht man darüber. Antonia erfährt dies hautnah in Person ihres freundlichen Wohnungsnachbarn, eines Wiener Malers und angeblichen Kommunisten, dessen vermeintlich arglose Fragen in Wahrheit prüfen sollen, ob sie sich an die erpresste Verpflichtung hält. Man misstraut ihr also. Das müsste sie, als untadelige Genossin und in der Sowjetunion leidvoll „gebranntes Kind“, selbst misstrauisch machen. Als stärker noch erweist sich aber die Prägung durch ihren Vater, eines (inzwischen verstorbenen) überzeugten Kommunisten, dessen trotziges Kämpfertum sie so tief verinnerlicht hat, dass sie daran festhält bis zum Scheitern der DDR. Mit der Konsequenz, dass sie mit ihr scheitert. Dementsprechend zeichnen die filmischen Vorausblenden ihre Lebenswelt an jenem 9. November 1989 wieder in dunklen Tönen: Die Szenerie ist Antonias Wohnung, es ist die gleiche wie zu Beginn, auch die Fotos stammen noch aus jenen Jahren, als stünde die Zeit hier still. Vermutlich ist es Nacht, die Räume sind spärlich beleuchtet, Antonia trägt eine Brille mit abgedunkelten Gläsern. Materiell leidet sie offenbar keine Not, auch scheint sie nicht krank zu sein, aber sie bewegt sich, 76-jährig, wie eine Greisin. Auf die Fragen einer Nachbarin, ob sie nicht mitkommen wolle, ob es ihr nicht gutgehe, schließt sie wortlos die Tür.

## Handlungs- und Drehort
Zum Zeitpunkt der Handlung (Ende 1952/Anfang 1953) hatte der Ort, an dem der Film gedreht wurde, noch keinen Namen. Es handelte sich um die Wohnstadt des Eisenhüttenkombinats Ost, die im Mai 1953 Stalinstadt getauft wurde. Im Zuge der Entstalinisierung wurde sie 1961 mit Fürstenberg (im Film als Handlungsort angegeben) zusammengelegt und hieß nun Eisenhüttenstadt. Die Fotos zeigen den Ort des Geschehens

In den 1950er Jahren, in denen die Handlung spielt
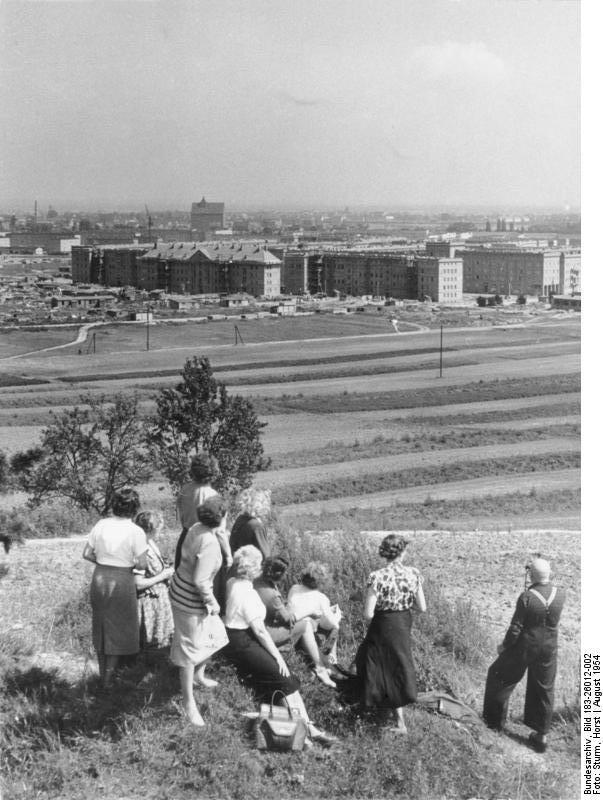
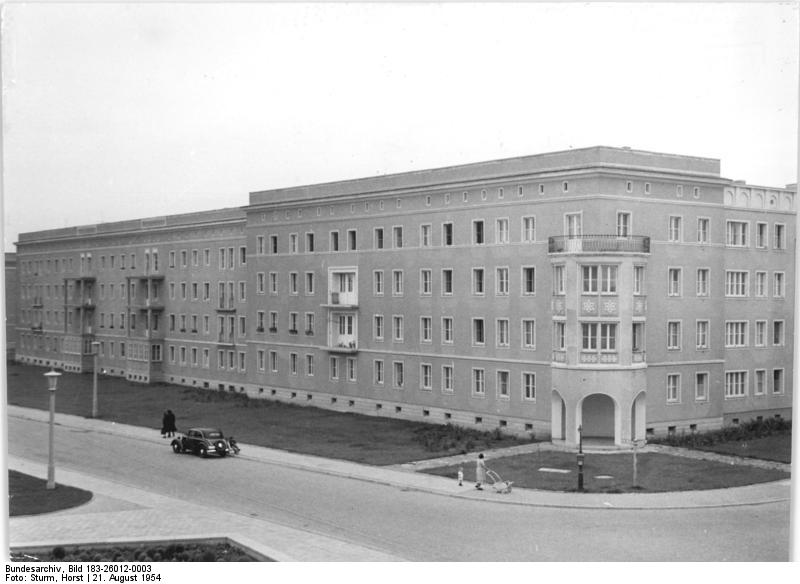
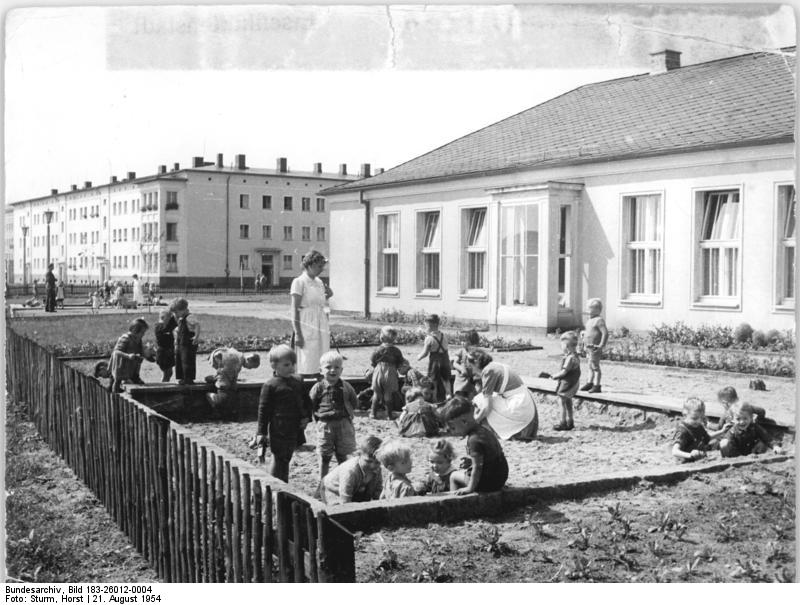
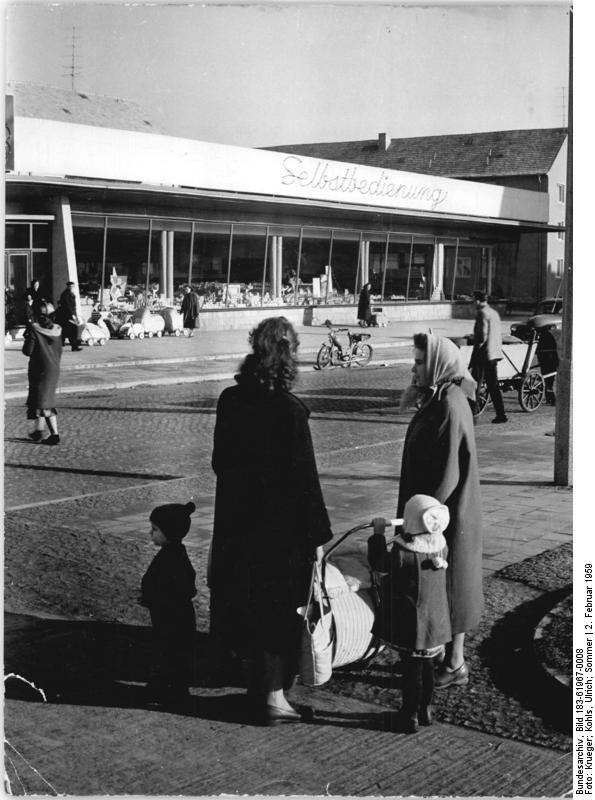

In den 2010er Jahren, als der Film gedreht wurde
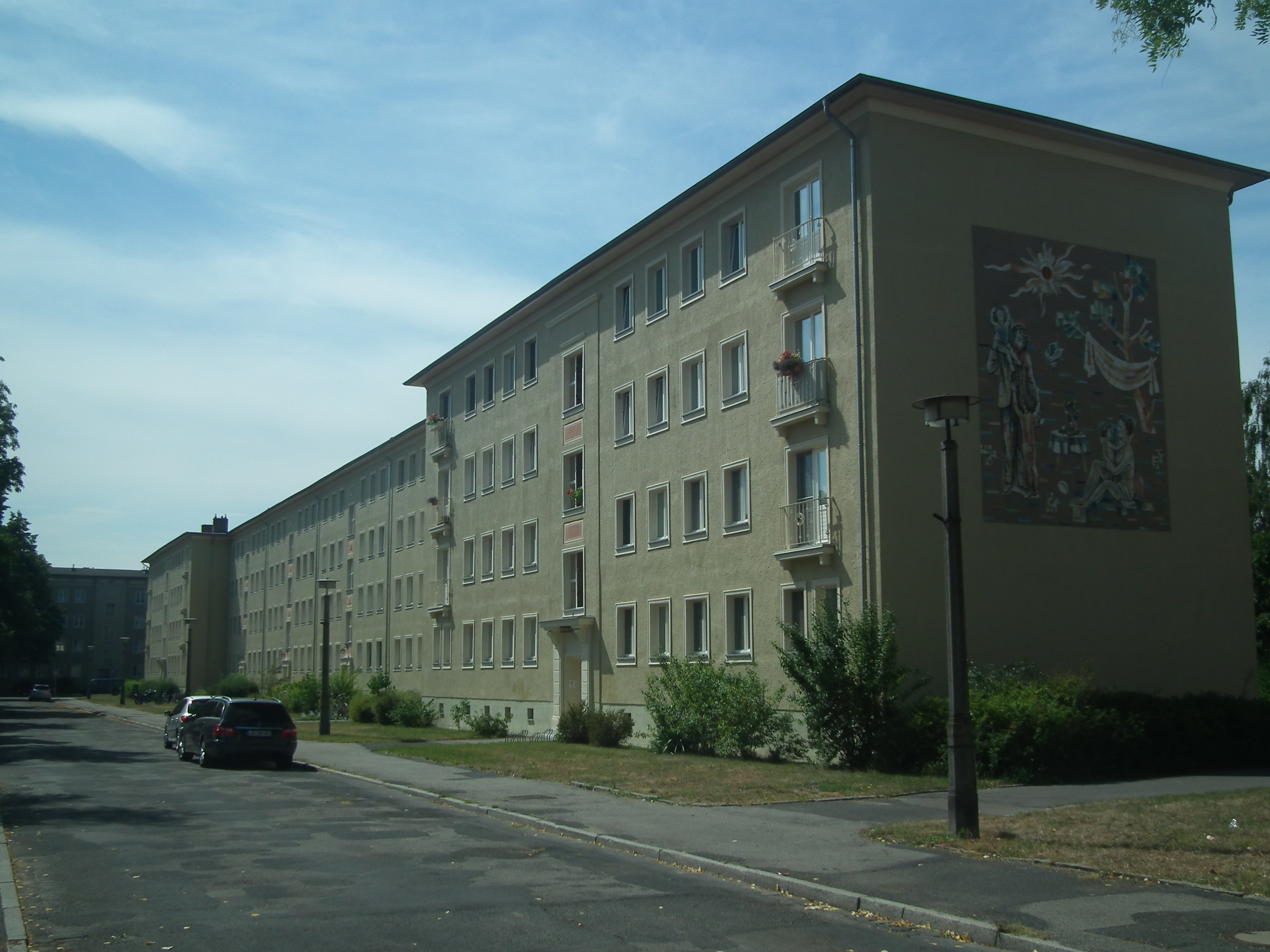
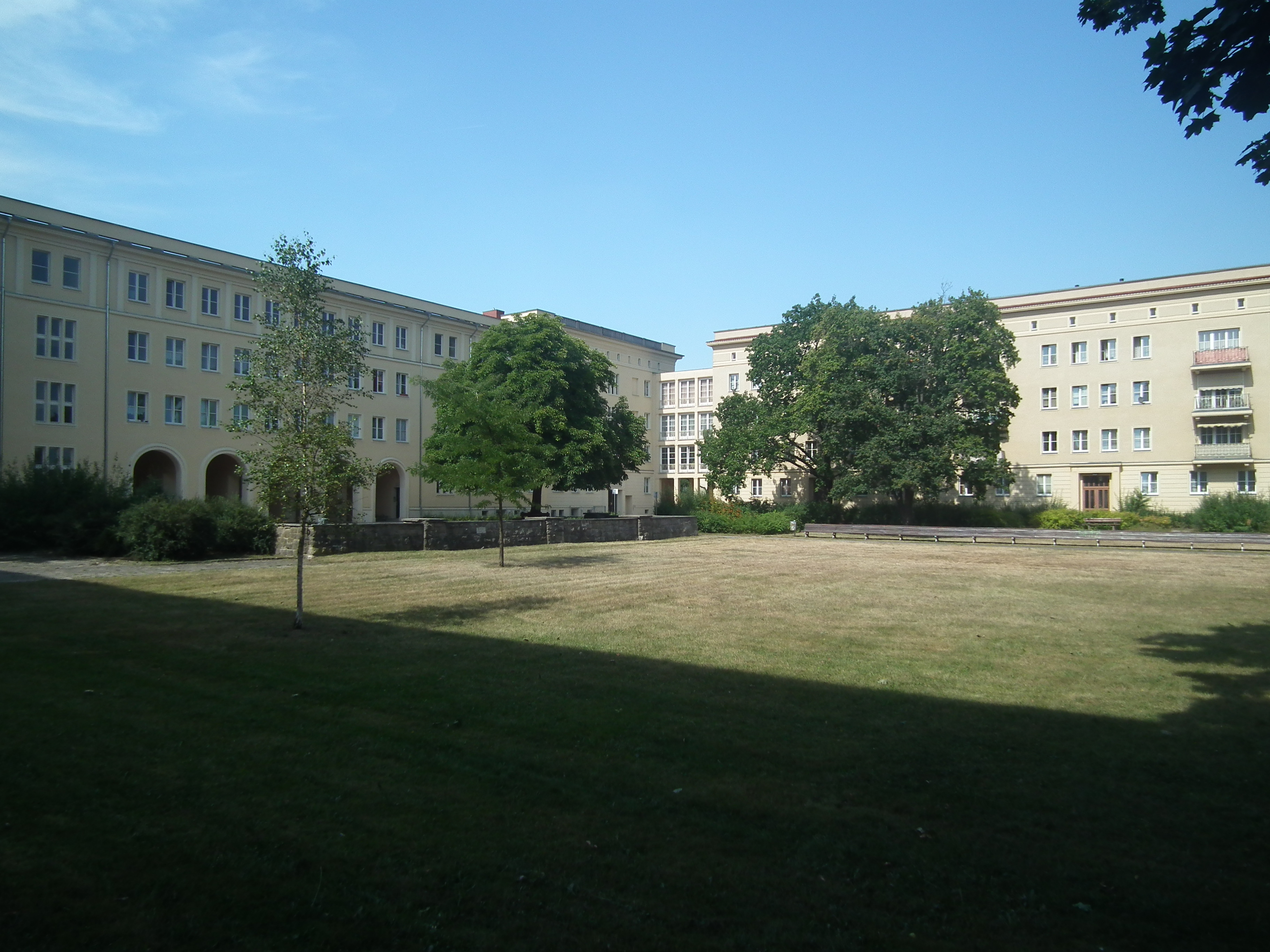
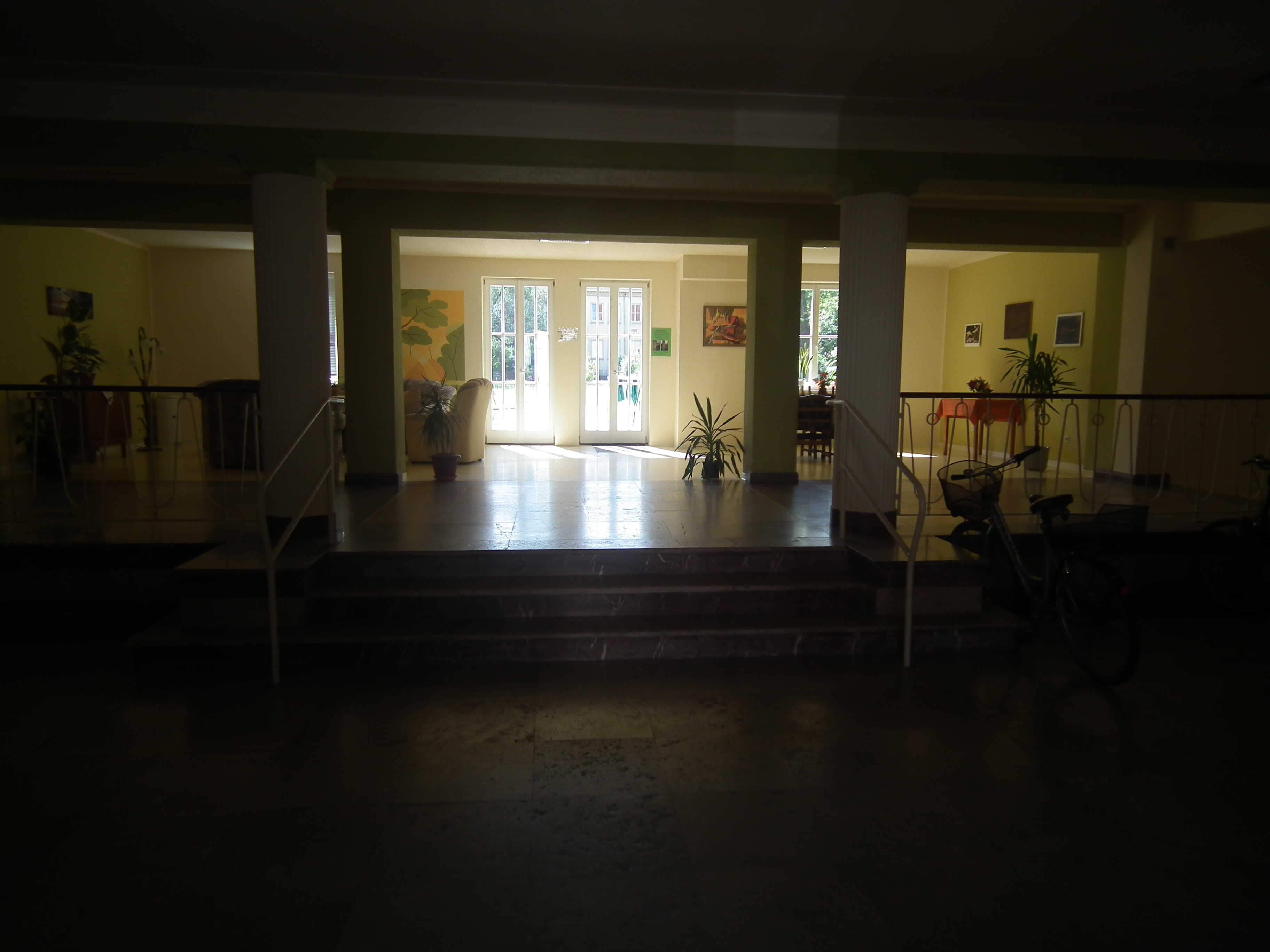
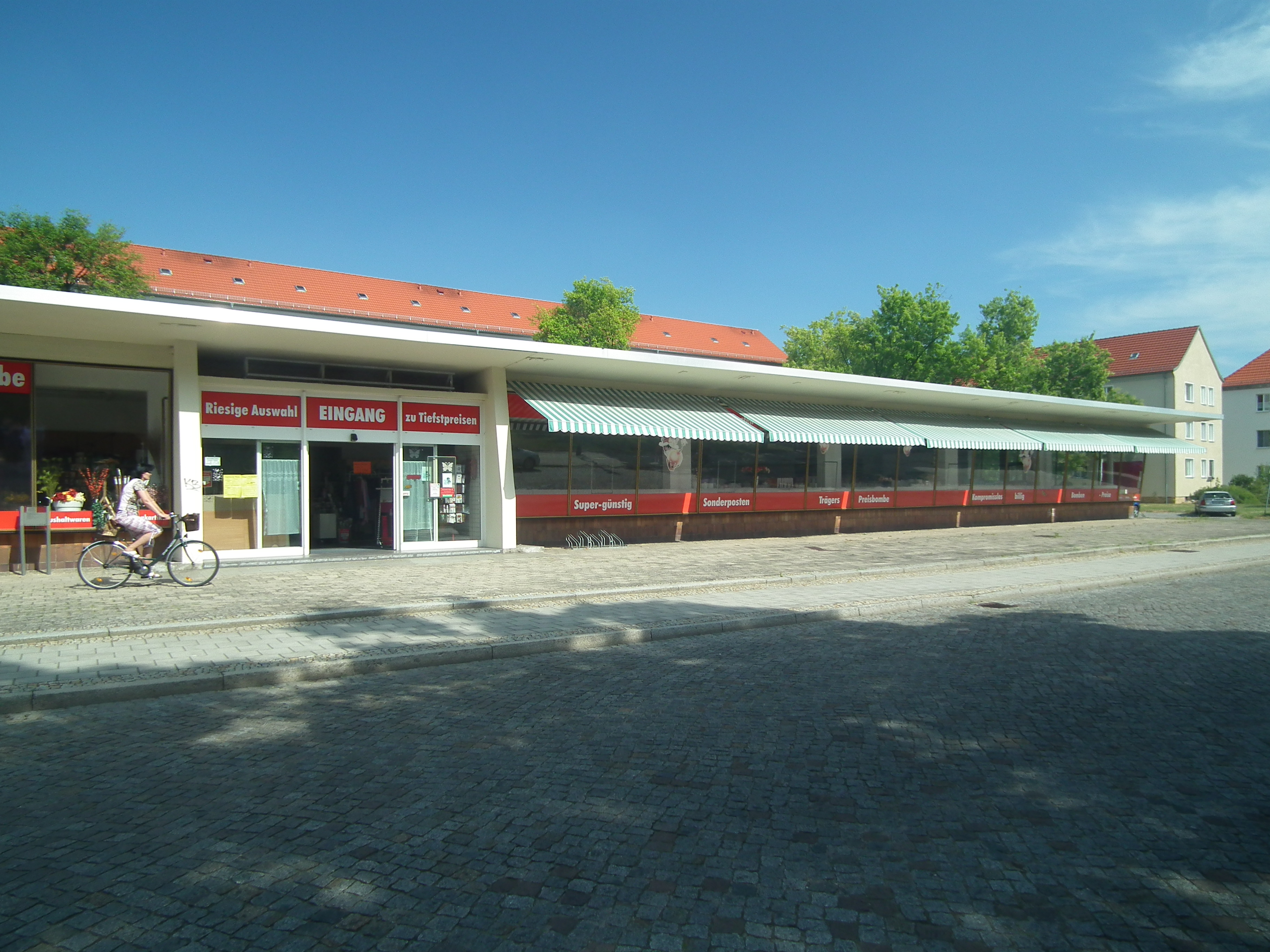

## Realität und Fiktion
Und der Zukunft zugewandt ist als Spielfilm konzipiert und daher Fiktion. Gleichwohl beruht er im Kern auf historischen Tatsachen. Das gilt nicht zuletzt für die wichtigste Prämisse der Filmerzählung: das Schweigegelübde, das man politischen Häftlingen sowjetischer Gulags bei ihrer Heimkehr in die DDR abverlangte. Trotz gegenteiliger Versprechen hielten Partei- und Staatsführung bis zur Wende daran fest. Für die Öffentlichkeit sollte dieser Teil der historischen Wahrheit tabu bleiben. Auch ein bereits gestandener Regisseur wie Bernd Böhlich wusste davon nichts, als er 1988 erstmals von einem solchen Einzelschicksal erfuhr. „Fassungslos“ habe er daraufhin eigene Recherchen anstellen wollen, stieß aber auf verschlossene Archive. Zwei Jahre später öffneten sie sich und boten eine Fülle an Material; wissenschaftliche Literatur stand nun ebenso zur Verfügung wie Zeitzeugen, die sich endlich frei äußern durften. All diese Quellen zu erschließen brauchte seine Zeit. An keinem anderen Film, so Böhlich, habe er „so lange und intensiv“ gearbeitet, insgesamt drei Jahrzehnte. Hauptziel in künstlerischer Hinsicht sei es gewesen, die Vielzahl der Biografien, zu denen er Zugang hatte, auf wenige zu verdichten. Konkret wurden es drei: aus dem Intellektuellen-, dem Arbeiter- und dem Künstlermilieu. Letzterem ordnete er seine Protagonistin Antonia Berger zu, obwohl er damit vom realen Vorbild abwich, jenem ersten Einzelschicksal, das ihm zu Ohren gekommen war, als er 1988 die Bekanntschaft der Schauspielerin Swetlana Schönfeld gemacht und erste Details aus dem Leben ihrer Mutter erfahren hatte, die dann Pate stand für die Hauptfigur von Und der Zukunft zugewandt.
Realität und Fiktion stimmen auch in einigen anderen Punkten nicht ganz überein. Der vielleicht wichtigste ist, dass Mutter und Tochter in Wirklichkeit erst 1957, also fünf Jahre später, freikamen, als Stalin bereits tot war und seine Verbrechen ruchbar zu werden begannen – eine Konstellation, die es praktisch unmöglich gemacht hätte, den Film in einem Ort namens Stalinstadt spielen zu lassen, und zumindest schwer, Antonias Einverständnis mit dem Schweigegelübde heutigen Zuschauern zu vermitteln. Eine weitere Abweichung von der Realität besteht darin, dass der Film eine Protagonistin zeigt, die bis zum Ende ihrer Haft Insassin eines Gulag ist. In Wirklichkeit hatte Swetlanas Mutter ab 1951 (dem Jahr, in dem auch ihre Tochter geboren wurde) den Status einer „freien Gefangenen“ inne. Das verpflichtete sie zur Zwangsarbeit und zur Zwangsansiedelung außerhalb des Lagers, ohne dass ihr erlaubt war, die Region (Kolyma, im äußersten Nordosten Sibiriens) zu verlassen. Sie lebte mit Swetlanas Vater, einem Russen, zusammen, was ihr ein Minimum an Schutz bot in einem de facto rechtsfreien Raum, in dem sich auch gewöhnliche Kriminelle und Schwerverbrecher aufhielten und in dem sie, eine Deutsche, als „Faschistin“ angefeindet wurde. Dieser Vorwurf, der die Wahrheit auf den Kopf stellte, war auch Auslöser für eine tätliche Auseinandersetzung, bei der ihr Mann zu Tode kam.

## Rezeption
Der Film fand nur in Teilen des deutschen Feuilletons Erwähnung. Dort, wo er besprochen wurde, fiel das Urteil jedoch positiv aus. Gunnar Decker (Neues Deutschland), der einleitend erwähnt, dass auch sein Vater bis zur Wende schweigen musste über seine fünfjährige Haft in einem sowjetischen Speziallager (von denen das NKWD einige in vormaligen KZs einrichtete), lobt Und der Zukunft zugewandt als „hochklassiges filmisches Kammerspiel“ und „Fest der Schauspieler“. Böhlich gelinge es, den Schmerz des erzwungenen Schweigens atmosphärisch fühlbar zu machen. Bert Rebhandl (FAZ) hebt diesbezüglich die Szene der kurzen Wiederbegegnung Antonias mit ihrer Mutter hervor, in der Drehbuchsätzen das Wunder widerfahre, „dass sie in einem in bester Weise historischen Sinn lebendig werden“. Es sei aber „nicht alles Politik in dieser Geschichte“; in erster Linie handle es sich um einen „Frauenfilm, durchaus mit Anklängen an die großen Melodramen“. Rebhandl wirbt dafür, dem Film einen „kleinen Vertrauensvorschuss“ einzuräumen, denn der Prolog deute zunächst auf eins der „üblichen Geschichtsdramen“ hin, bleibe also im Konventionellen stecken – ein Einwand, der in Rezensionen einschlägiger Filmforen mehrfach gegenüber dem Film insgesamt vorgebracht wird. Anke Westphal (Der Tagesspiegel) schließlich bringt Und der Zukunft zugewandt in Zusammenhang mit dem 30. Jahrestag des Mauerfalls; es sei an der Zeit, nach den „Gründungsmythen“ und „Staatsräson-Bausünden im Fundament der DDR“ zu fragen, was erfreulicherweise wieder vermehrt durch DDR-sozialisierte Regisseure geschehe – neben Böhlich unter anderem durch Andreas Dresen in Gundermann.